# International Business School Americas Europe
De International Business School Americas Europe (IBSAE) is een Surinaams hogeronderwijsinstituut dat gevestigd is in Paramaribo. Het geeft opleidingen tot PhD, Msc, MBA en HMP. In 2017 kwamen daar managementopleidingen in de agrarische sector en de zorg bij.
De IBSAE werkt samen met de Business School Nederland (BSN) in Buren, Gelderland, en de Universiteit van Toledo in Ohio. Via de BSN heeft het een accreditatie van de Nederlands-Vlaamse Accreditatieorganisatie. Het instituut werd in 2011 opgezet vanuit een hotel in Paramaribo en in 2014 verhuisd naar een eigen pand.